# Chip és Dale
Chip ’n’ Dale a The Walt Disney Company rajzfilmjeinek szereplői, két amerikai csíkosmókus.
A nevük szójáték a „Chippendale” bútorok nevére (lásd Thomas Chippendale).
Először a Plútó közlegény című rajzfilmben tűntek fel, ahol még nem volt nevük vagy különálló személyiségük. Ezeket a második feltűnésükkor kapták, ahol Donald kacsával együtt szerepeltek. Chip az intelligensebb kettejük közül, fekete orral, Dale pedig az ügyefogyottabb piros orral és kiálló fogakkal, ettől az ábrázata is idétlen benyomást kelt.
1989-ben saját sorozatot kaptak Chip és Dale – A Csipet Csapat címmel. Ezt megelőzően Chip és Dale karaktere összesen 23 db animációs rövidfilmben tűnt fel, ilyen például a Two Chips and a Miss című mese, amelyben a két mókus a szintén mókus Clarice (Klarissza) szerelméért versenyeznek.

## Chip és Dale a tévében
- 1943: Pluto közlegény (Private Pluto)
- 1946: Squatter's Rights
- 1947: Chip és Dale (Chip an' Dale)
- 1948: Donald reggelije (Three for Breakfast)
- 1949: Téli tartalék (Winter Storage)
- 1949: Dióhéjban (All in a Nutshell)
- 1949: Játékbarkácsolók (Toy Tinkers)
- 1950: Crazy Over Daisy
- 1950: Duda-döngolő (Trailer Horn)
- 1950: Étel-halál harc (Food for Feudin')
- 1950: Out on a Limb
- 1951: Kemény tojás (Chicken in the Rough)
- 1951: A pöttöm pattogtatók (Corn Chips)
- 1951: Repül a mókus (Test Pilot Donald)
- 1951: Méreten kívül (Out of Scale)
- 1952: Donald almái (Donald Applecore)
- 1952: Chip és Dale szíve hölgye (Two Chips and a Miss)
- 1952: Pluto karácsonyfája (Pluto's Christmas Tree)
- 1953: Mogyoróért dolgozni (Working for Peanuts)
- 1954: The Lone Chipmunks
- 1954: Harc a sárkánnyal (Dragon Around)
- 1955: Fel a fára (Up a Tree)
- 1956: Tengeri kaland (Chips Ahoy)
- 1983: Mickey egér: Karácsonyi ének (Mickey's Christmas Carol)
- 1989: Chip és Dale – A Csipet Csapat (Chip 'n Dale Rescue Rangers)
- 1999: Mickey egér művek (Mickey Mouse Works)
- 2001: Mickey egér klubja (House of Mouse)
- 2006: Mickey egér játszótere (Mickey Mouse Clubhouse)
- 2017: Mickey és az autóversenyzők (Mickey and the Roadster Racers)